# Rory Allen
Rory William Allen (* 17. Oktober 1977 in Beckenham) ist ein ehemaliger englischer Fußballspieler. Der Stürmer bestritt von 1996 bis 1998 21 Partien für Tottenham Hotspur in der Premier League, verletzungsbedingt beendete er seine Karriere bereits im Alter von 25 Jahren.

## Karriere
Allen, dessen Großvater Des Quinn Ende der 1940er Fußballprofi war, gehörte bereits während seiner Schulzeit Tottenham Hotspur an, 1994 unterschrieb er bei dem Klub als Trainee (dt. Auszubildender). und bildete im Jugendteam mit Neale Fenn ein gefürchtetes Angriffsduo. Im März 1996 unterzeichnete er seinen ersten Profivertrag und rückte bereits Anfang der Saison 1996/97 in das Spieltagsaufgebot der Spurs. Nach seinem Pflichtspieldebüt in der Premier League am 4. September 1996 gegen den FC Wimbledon stand er drei Tage später im Heimspiel gegen Newcastle United in der Startaufstellung und erzielte den Treffer bei der 1:2-Niederlage. Bis Saisonende gelangen Allen zwei weitere Treffer in einem League-Cup-Spiel gegen Preston North End sowie bei der 1:2-Liganiederlage gegen Manchester United.
Im März 1998 wurde er am letzten Transfertag auf Leihbasis vom Drittligisten Luton Town verpflichtet, der dortige Trainer David Pleat verfügte über Kontakte zu Tottenham. Bei Tottenham war Allen zuvor im Saisonverlauf verletzungsbedingt zu lediglich vier Ligaeinsätzen gekommen. Bei seinem Debüt für Luton lag der Klub auf dem vorletzten Tabellenplatz, mit sechs Treffern in acht Einsätzen war Allen hauptverantwortlich dafür, dass der Klub am Saisonende auf dem 17. Tabellenplatz liegend die Saison mit sieben Punkten Vorsprung auf einen Abstiegsplatz abschloss.
Bereits kurz nach seinem Profidebüt wurde in der Presse ein Interesse des irischen Verbands berichtet, für den er aufgrund der Herkunft seines Großvaters spielberechtigt gewesen wäre. Letztlich bestritt er nach seinen Leistungen bei Luton aber seine einzigen drei Einsätze in einem Nationaltrikot im Mai 1998 im Rahmen des Turniers von Toulon, als er mit der englischen U-21-Nationalmannschaft an der Seite der späteren Nationalspieler Kieron Dyer, Jamie Carragher, Frank Lampard und Emile Heskey in der Gruppenphase scheiterte.
In der Spielzeit 1998/99 saß er zwar regelmäßig auf der Ersatzbank der Spurs, hinter den etablierten Stürmern Chris Armstrong, Steffen Iversen und Les Ferdinand kam er aber unter Trainer George Graham aber nur selten zum Zug und bestritt neben fünf Ligaeinsätzen als Einwechselspieler drei Partien im League Cup. Im Sommer 1999 wechselte er für eine Ablöse von einer Million Pfund zum Zweitligisten FC Portsmouth, Rekordverpflichtung für Portsmouth. Auch bei Portsmouth setzten sich Allens Verletzungsprobleme fort, nach zwei Toren in seinen ersten drei Ligaeinsätzen brach er sich wenig später den linken Knöchel, in seinem Comeback-Spiel im Dezember 1999 gegen Sheffield United zog er sich dieselbe Verletzung im rechten Knöchel zu und kam erst ab Mitte März wieder sporadisch zum Einsatz. Am letzten Saisonspieltag schoss er bei einer 1:3-Niederlage gegen die Queens Park Rangers sein drittes Saisontor, es sollte zugleich sein letzter Pflichtspieleinsatz sein.
Die folgenden beiden Jahre verbrachte Allen mit zahlreichen Knie- und Knöcheloperationen, bevor er im November 2002 seine Laufbahn schlagzeilenträchtig beendete. Entnervt von den anhaltenden Verletzungsproblemen ließ er seinem Trainer Harry Redknapp einen Brief überreichen, der ihn von seiner Absicht informierte, seinen Vertrag aufzulösen – auf den bis Saisonende laufenden Gehaltsanspruch von über £100.000 verzichtete er. Allen befand sich zu diesem Zeitpunkt bereits auf dem Weg nach Australien, um das englische Cricketnationalteam bei der Ashes Tour 2002/03 anzufeuern. Ein Jahr später wohnte er auch der Rugby-Union-Weltmeisterschaft 2003 in Australien bei. 15 Monate nach seinem Rücktritt soll er bei seinem früheren Trainer Steve Claridge um ein Probetraining bei dessen Klub FC Weymouth angefragt haben, erschien aber nicht zum vereinbarten Termin; Allen selbst dementierte später, Kontakt zu Claridge aufgenommen zu haben. Nach seiner Profilaufbahn arbeitete Allen für das Britische Außenministerium.